# Guineu voladora de Madagascar
La guineu voladora de Madagascar (Pteropus rufus) és una espècie de ratpenat de la família dels pteropòdids. És endèmica de Madagascar, on és una de les espècies de ratpenats més comunes. El seu hàbitat natural són els boscos fragmentats, les illes petites i els manglars. Està amenaçada per la caça i la desforestació.